# Новгородська духовна семінарія
Новгородська духовна семінарія — середній духовний навчальний заклад Новгородської єпархії Відомства православного сповідання Російської імперії, який готував священно- і церковнослужителів. Заснована українським просвітителем Амвросієм Юшкевичем 1740. Після захоплення влади російськими большевиками була закрита 1918.

## Історія
У 1730-і роки цілий ряд архієрейських шкіл в результаті введення латинського курсу навчання були перетворені в семінарії. Основою для відкриття у Великому Новгороді духовної семінарії послужив указ імператриці Анни Іванівни від 21 вересня 1738. Семінарія була відкрита 30 жовтня 1740 стараннями українського релігійного діяча, архієпископа Новгородського і Великолуцького Амвросія (Юшкевича), який розпорядився розмістити її в приміському Антонієвому монастирі.
Відносно організації навчання семінарія була майже точною копією Києво-Могилянської академії, тобто фактично була вищим навчальним закладом, хоча і не носила назви «академія».
Першими учнями семінарії стали 100 найкращих учнів школи при архієрейському будинку, яка ще деякий час залишалася підготовчою для семінарії.
Спочатку в семінарії було чотири класи: аналогії, інфими, граматики, синтаксими. У 1741 році з'являється клас піїтики (поетичний), а в 1742 році — риторики (ораторського мистецтва) і малювання.
У 1741 році за проектом Петербурзького архітектора Івана Філіппова в Антонієвому монастирі побудували два кам'яних корпуси. В одному з них розміщувалися класи, в іншому жили викладачі.
У 1746 році був відкритий клас філософії, в 1748 році — клас богослов'я.
Основою семінарського виховання була сувора дисципліна. За порушення встановлених правил піддавали жорстоким покаранням, аж до батогів і кайданів. Звичайним явищем була втеча з семінарії: в 1748 році в бігах значилося 94 людини.
Архієпископ Амвросій (Юшкевич) домігся дозволу імператриці Єлизавети Петрівни на передачу Новгородській духовній семінарії бібліотеки Феофана Прокоповича, спеціально для якої вирішив вибудувати кам'яну будівлю. Однак будівництво будинку почалося тільки в 1759 році і було закінчено в 1780-ті. Під бібліотеку був відведений верхній поверх цього двоповерхового будинку, в якій стояли дерев'яні шафи з книгами. Це одна з перших в історії імперської архітектури будівель, спеціально збудованих для бібліотеки. Вона являє собою рідкісний для Новгорода пам'ятник архітектури стилю бароко. Бібліотека Новгородської духовної семінарії — одна з найстаріших бібліотек на території сучасної Росії. Більшу кількість книг, за даними каталогу 1779, в середині XVIII століття мала тільки бібліотека Імператорської Академії наук в Санкт-Петербурзі.
У 1788–1800 роках статус Новгородської семінарії понижується до рівня чотирикласної.
Протягом XIX століття в житті Новгородської семінарії відбувалися зміни. Строгість і суворість бурси XVIII — початку XIX століть поступилася місцем нормальному відношенню до учнів.
До 150-річчя семінарії при ректорові протоієреї Євграфі Мегорскому була побудована нова велика будівля з лицьовим фасадом на річку Волхов. Святкування ювілею відбулося 30 жовтня 1890, його очолив єпископ Староруський Володимир (Богоявленський).
Кількість учнів у семінарії до початку XX століття доходило до 500 чоловік. Щорічні випуски складали в середньому 50 осіб.
Наприкінці квітня 1918 Новгородська духовна семінарія була закрита більшовицьким режимом. Незабаром в її стінах відкрився сільськогосподарський технікум, а потім педагогічний інститут, де велася активна боротьба з «релігійними забобонами». У 1920 році був закритий Антонієв монастир.

## Ректори
- Маркелл Радишевський (24 січня 1741-29 листопада 1742)
- Інокентій Мігалевіч (1743 — квітень 1744)
- Дем'ян Дамаскін (Аскаронскій) (1746–1748)
- Йоасаф Миткевич (1750–1756)
- Парфеній Сопковський (18 лютого 1756–1759) [7]
- Симон Лагов (1759–1761)
- Лаврентій Баранович (10 вересня 1761–1767)
- Феофіл Раєв (13 липня 1774–1782)
- Амвросій Серебренников (28 липня 1782–1783)
- Веніамін Багрянського (1784–1788)
- Іоанн Островський
- Варлаам Шишацький (1791–1792) в.о.
- Іакінф (Карпінський) (1792–1795) в.о.
- Амвросій Келембет (29 грудня 1796 — бл. 17 вересня 1799)
- Флавіан Ласкін (січень 1800 — січень 1804)
- Амвросій Орнатський (1808–1812)
- Володимир Ужинський (23 березня 1812–1819)
- Анатолій (Ставицький) (6 лютого 1820 — 21 серпня 1822)
- Інокентій Платонов (1822–1823)
- Ігнатій Семенов (липень 1823–1827)
- Іліодор Чистяков (12 грудня 1827–1832)
- Анатолій Мартиновський (14 квітня 1832–1840)
- Антоній Павлинський (17 вересня 1840 — 7 липня 1852)
- Євфимій Бєліков (7 липня 1852–1856)
- Нектарій (Надєждін) (19 листопада 1856–1857)
- Леонтій (Лебединський) (9 червня 1857–1859)
- Нікандр Покровський (17 травня 1859–1860)
- Макарій Миролюбов (10 жовтня 1860–1866)
- Веніамін Павлов (3 серпня 1866 — 8 листопада 1870)
- Іоанн Жданов (30 листопада 1870–1875)
- Євграф Мегорскій, протоієрей (1875–1890)
- Тихон Ніканоров (1890–1892)
- Михайло Темнорусів (1892–1895)
- Аркадій (Карпинський) (26 травня 1895–1896)
- Арсеній (Стадницький) (18 вересня 1896–1897)
- Димитрій Сперовський (1897–1903)
- Сергій Титов, архімандрит (8 січня 1903 -?)
- Алексій Симанський (22 грудня 1911–1913)
- Тихон Тихомиров (22 червня 1913 — квітень 1918)